# Pfälzische Nordbahn
La Pfälzische Nordbahn (chemin de fer du nord du Palatinat) est une ligne de chemins de fer reliant Neustadt an der Weinstraße à Monsheim via Grünstadt. Elle fut construite en trois étapes de 1865 à 1873.
Elle dessert les villes de Deidesheim, Bad Dürkheim, Freinsheim et Grünstadt.

## Service actuel

### Service voyageur
La ligne est principalement parcourue par les autorails DB-Baureihe 628 qui assurent le gros des relations voyageurs.

### Service marchandise
La ligne elle-même ne connaît actuellement plus de gares ouvertes au service marchandise. Néanmoins, la ligne voit encore quelques rares trains de marchandises qui desservent la sucrerie Neuoffstein de la Südzucker AG sur la ligne de Untere Eistalbahn. Ces trains sont actuellement assurés par le tractionaire Wincanton Rail (printemps 2009).

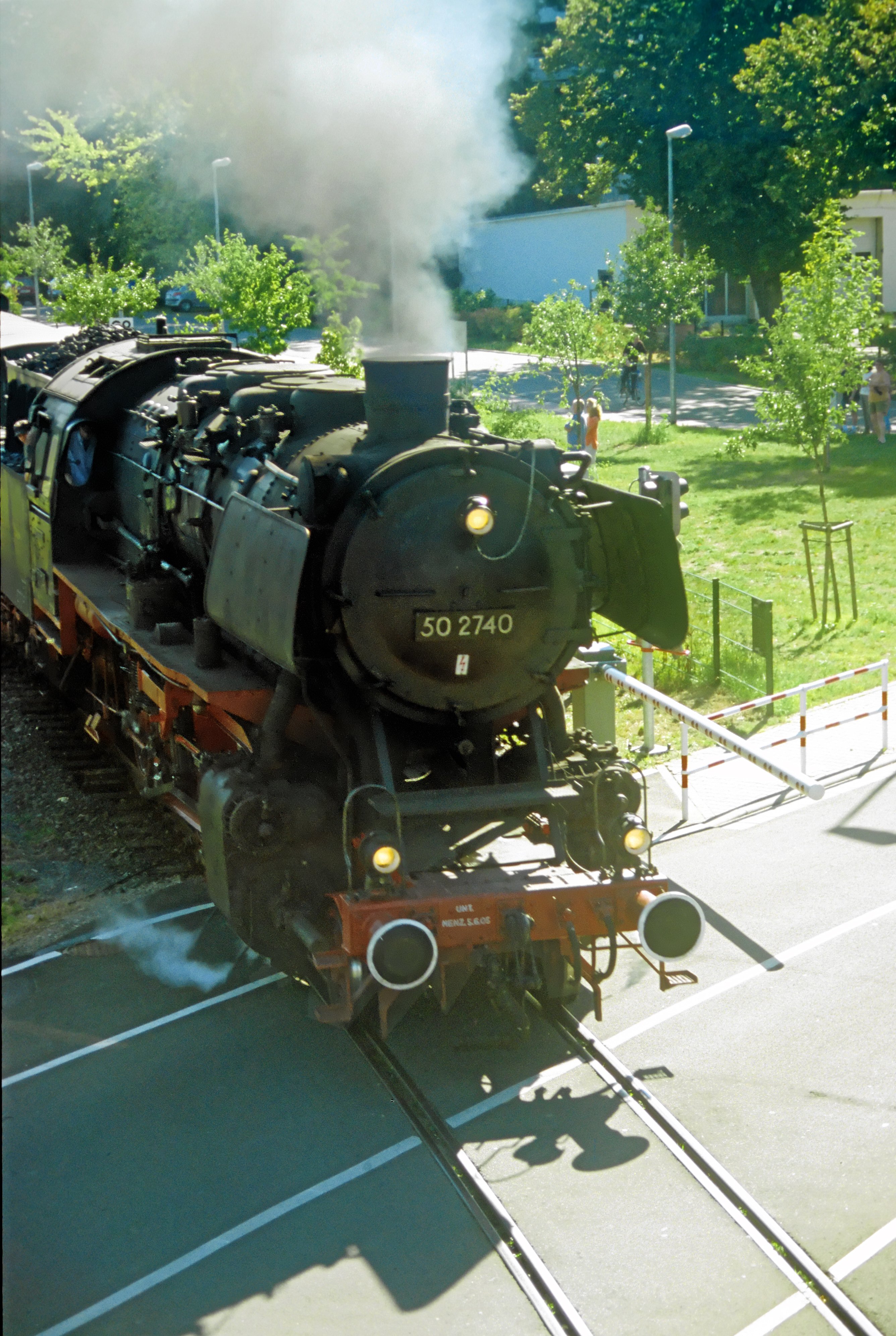
À Grünstadt, durant l'été 2005, la 50-2740 se dirige vers Monsheim.
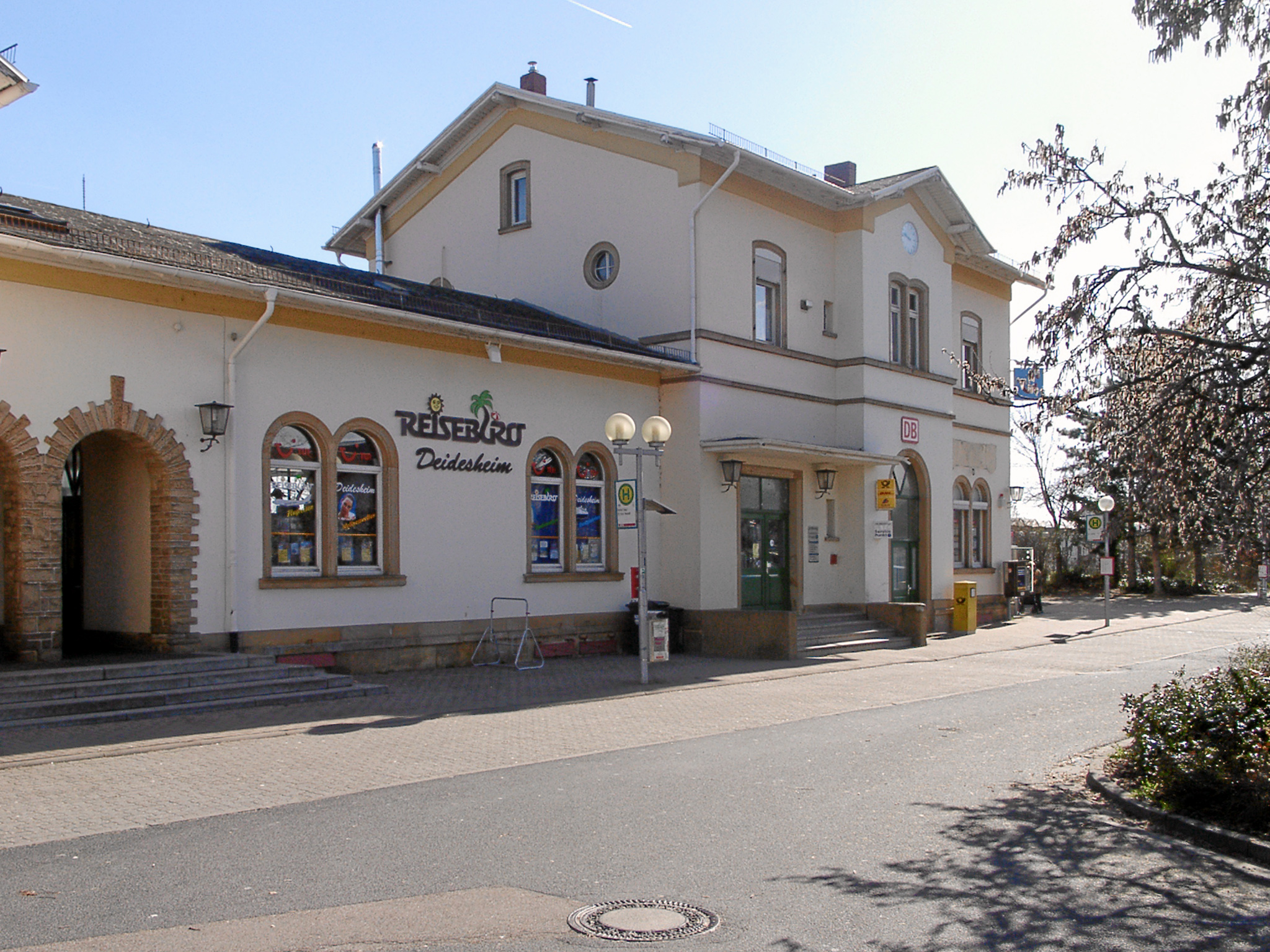
La gare de Deidesheim.
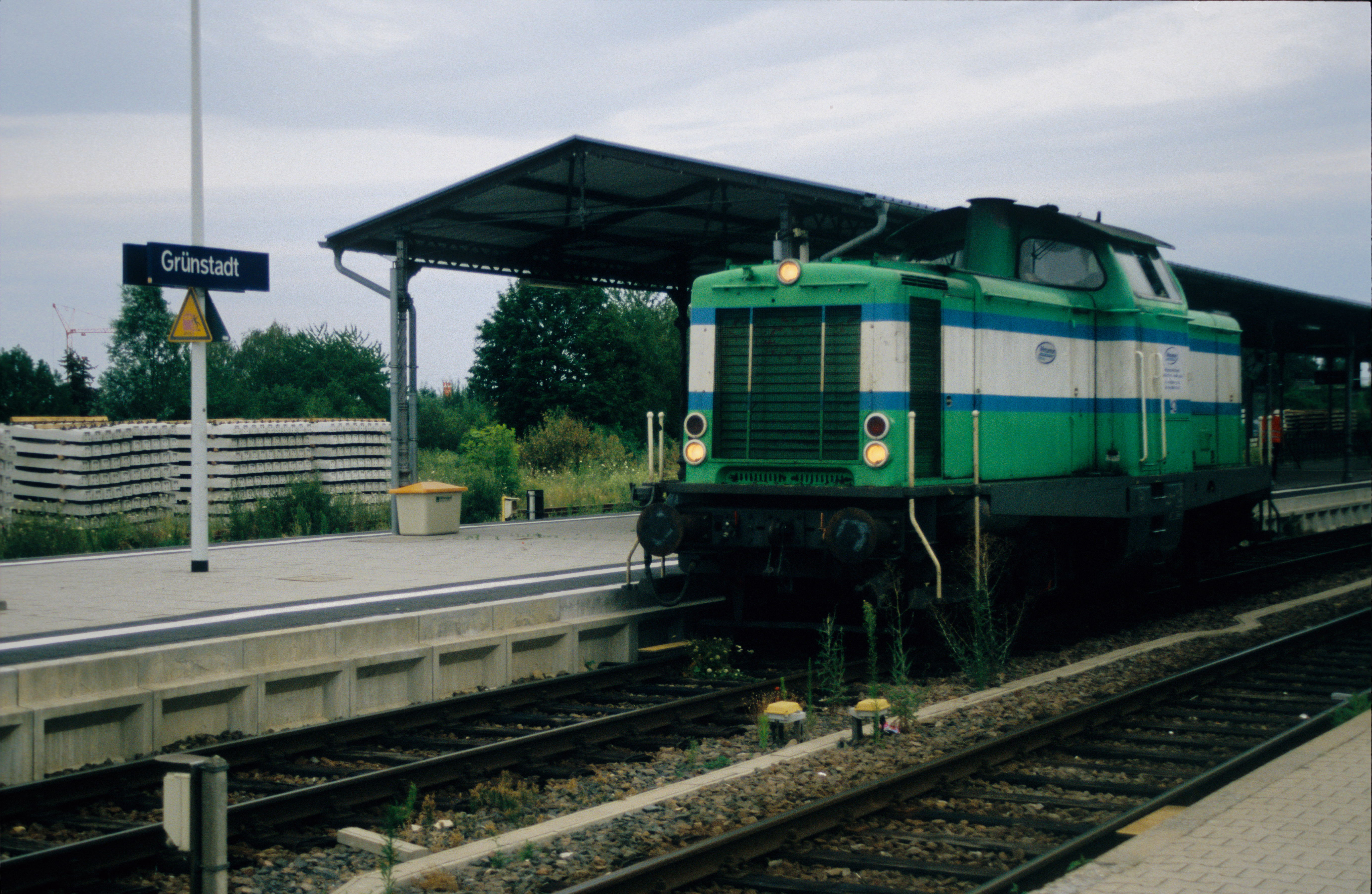
Locomotive 42 de Wincanton Rail dans la gare de Grünstadt (Grünstadter Bahnhof) en juillet 2007.